# James Park
James Park (* 28. Dezember 1990 in Seoul) ist ein deutsch-koreanischer Opern- und Musicaldarsteller und Schauspieler.

## Leben
James Park wurde am 28. Dezember 1990 in Seoul, Südkorea, geboren. Im Jahr 2004 wanderte er mit seiner Familie nach Deutschland aus, da sein Vater als Pastor von seiner koreanischen evangelischen Großgemeinde entsandt wurde, um in Dinslaken eine koreanische Gemeinde weiterzuführen. Mit 14 Jahren begann Park Deutsch zu lernen. Er besuchte zunächst die Hauptschule im Gustav-Heinemann-Schulzentrum in Hiesfeld. Nach dem Abschluss der mittleren Reife wechselte er zum Theodor-Heuss-Gymnasium in Dinslaken und erlangte dort das Abitur.
Seine Liebe zur Musik entdeckte er früh in Kirchenchören. Mit 17 Jahren erhielt er Gesangsunterricht bei Beatrix Bassmann. Dank ihrer Unterstützung bestand er die Aufnahmeprüfung der Robert-Schumann-Musikhochschule in Düsseldorf für den Studiengang Klassischer Gesang.

## Karriere
Zu seinen musikalischen Erfolgen zählen unter anderem Mitgliedschaften und Engagements in renommierten Ensembles und Theatern. Er war Stipendiat des Opernstudios Niederrhein und hatte Chor- und Solistenengagements im Theater Krefeld und Mönchengladbach und erhielt einen Spitznamen "Der Premierenretter", da er in mehreren Vorstellungen kurzfristig anstelle der indisponierten Kollegen einsprang. Zu seinen Hauptrollen gehören "Thuy" in Miss Saigon und "Frank Crawley" in Rebecca im Raimundtheater der Vereinigten Bühnen Wien. 2019 wurde er als NRWs „Bester Nachwuchssänger“ für „Der goldene Drache“ nominiert und 2022 als „Bester Nebendarsteller in einem Musical“ für seine Rolle als Frank Crawley in „Rebecca“ ausgezeichnet. Zudem war er Finalist bei der Talentshow "Die große Chance" von ORF1.

## Produktionen und Rollen (Auswahl)
| Produktion                           | Rolle                                     | Theater                                   | Regie                       |
| ------------------------------------ | ----------------------------------------- | ----------------------------------------- | --------------------------- |
| Wolf - das Mystical                  | Heinrich                                  | Salzkammergut Seebühne Wolfgangsee        | Viktoria Schubert           |
| Lass uns die Welt vergessen          | Ensemble                                  | Volksoper Wien, AT                        | Theu Boermans               |
| West Side Story                      | Chino                                     | Volksoper Wien, AT                        | Lotte de Beer               |
| Jesus Christ Superstar               | Pontius Pilatus                           | VBW, Raimundtheater Wien, AT              | Alex Balga                  |
| Rebecca                              | Frank Crawley                             | VBW, Raimund Theater Wien, AT             | Francesca Zambello          |
| Der goldene Drache                   | Junger Asiate                             | Semperoper Dresden, D                     | Barbora Horáková            |
| Miss Saigon                          | Thuy                                      | VBW, Raimund Theater Wien, AT             | Jean-Pierre van der Spuy    |
| My Fair Lady                         | Freddy                                    | Theater Krefeld-Mönchengladbach, D        | Roland Hüve                 |
| Salome                               | 2. Jude                                   | Theater Krefeld-Mönchengladbach, D        | Anthony Pilavachi           |
| Der goldene Drache                   | Junger Asiate                             | Theater Krefeld-Mönchengladbach, D        | Petra Luisa Mayer           |
| Orpheus in der Unterwelt             | Merkur-Morpheus                           | Theater Krefeld-Mönchengladbach, D        | Hinrich Horstkotte          |
| Die Zauberflöte                      | 1. Priester / Geharnischter               | Theater Krefeld-Mönchengladbach, D        | Kobie van Rensburg          |
| Dialogues des Carmélites             | L'aumônier                                | Theater Krefeld-Mönchengladbach, D        | Beverly Blankenship         |
| Der Räuber Hotzenplotz               | Petrosilius Zwackelmann / Dimpfelmoser    | Theater Krefeld-Mönchengladbach, D        | Katja Bening                |
| Der seltsame Fall des Claus Grünberg | Chefarzt Dr. Bardi                        | Theater Krefeld-Mönchengladbach, D        | Kobie van Rensburg          |
| Otello darf nicht platzen            | Bernie Guter                              | Theater Krefeld-Mönchengladbach, D        | Ansgar Weigner              |
| Minibar - #sitcomopera               | Er                                        | junge norddeutsche philharmonie Berlin, D | Theresa von Halle           |
| Der Vogelhändler                     | Stanislaus                                | Opernverein Music to go e. V. Kaarst, D   | Désirée Brodka              |
| Die lustige Witwe                    | Camille de Rosillon                       | Opernverein Music to go e. V. Kaarst, D   | Désirée Brodka              |
| Bianca e Fernando                    | Uggero                                    | Opera St. Moritz, CH                      | Peter George d'Angelino Tap |
| Das Geheimnis des Edwin Drood        | Neville Landless                          | Theater Krefeld-Mönchengladbach, D        | Karl Absenger               |
| Der Rosenkavalier                    | Haushofmeister bei Faninal                | Theater Krefeld-Mönchengladbach, D        | Mascha Pörzgen              |
| Peter Grimes                         | Bob Boles                                 | Theater Krefeld-Mönchengladbach, D        | Roman Hovenbitzer           |
| Der Barbier von Sevilla              | Fiorello / Offizier                       | Theater Krefeld-Mönchengladbach, D        | Kobie van Rensburg          |
| Hoffmanns Erzählungen                | Andrès, Cochenille, Pitichinaccio, Frantz | Theater Krefeld-Mönchengladbach, D        | Hinrich Horstkotte          |
| Frau Luna                            | Prinz Sternschnuppe                       | Theater Krefeld-Mönchengladbach, D        | Ansgar Weigner              |
| The Gods Must Be Crazy               | Jupiter                                   | Theater Krefeld-Mönchengladbach, D        | Kobie van Rensburg          |
| Wär' nur die Sehnsucht nicht so groß | John Wong                                 | Theater Krefeld-Mönchengladbach, D        | Carsten Süss                |
| Stiffelio                            | Federico                                  | Theater Krefeld-Mönchengladbach, D        | Helen Malkowsky             |

## Auszeichnungen
- 2019 Nominierung als NRWs „Bester Nachwuchssänger“ für „Der goldene Drache“ [Welt am Sonntag; Regine Müller[5]]
- 2022 „Bester Nebendarsteller in einem Musical“ für Frank Crawley in „Rebecca“, Wien [broadwayworld.com Austria Awards[6]]

## Diskografie
- 2022 "Rebecca - Gesamtaufnahme Live - Neue Wiener Fassung", Vereinigte Bühnen Wien | HitSquad Music